# Adolf von Quadt
Adolf von Quadt (* im 16. Jahrhundert; † 7. April 1610) war Domherr in Trier und Münster.

## Leben
Adolf von Quadt war der Sohn des Adolf von Quadt zu Buschfeld († 1559) und dessen Gemahlin Cecilia von Palandt zu Wildenberg. Ab dem Jahre 1552 war Adolf Domherr in Trier und wurde hier 1571 Kapitular und 1588 Domkantor. Die münstersche Dompräbende erhielt er im Jahre 1586. Sie war zuvor im Besitz des Domherrn Johann Richard von der Recke. Am 2. April 1608 optierte Adolf das Dompropsteilehen Roxel und im Jahr darauf die Obedienz Hiddingsel. Adolf starb am 7. April 1610.